# Alberto Pinetta
Alberto Pinetta (San Fernando del Valle de Catamarca; 12 de agosto de 1906 - Carapachay, Buenos Aires; 1 de enero de 1971), también conocido como Alberto Pineta fue un escritor y periodista argentino y uno de los integrantes del Grupo de Boedo.

## Vida personal
Hijo del inmigrante italiano Erasmo Alberto Pinetta y de la argentina Corina Canseco. Casado con la poetisa Margarita Fitzgerald Nessle, con quien tuvo un hijo.

## Actividad política y periodística
En su plena adolescencia, empezó su trabajo periodístico en los diarios, "El Ambato", "El Día" y "Catamarca Ilustrada" de la provincia de Catamarca.
Fue crítico de arte en los diarios La Razón y La Fronda. De 1929 a 1930 se desempeñó como Subdirector del diario "América" de Rosario. También fue redactor del periódico "La Tierra", de la misma ciudad.
Su firma en la ciudad de Buenos Aires, aparecía simultáneamente en "La Nación", "La Razón", "El Hogar" y "Caras y Caretas".
Fuera del campo de las letras, incursionó y tuvo un breve episodio insurreccional como jefe del "Grupo argentinista", que actuó entre 1933 y 1938.
En homenaje, una calle de su ciudad natal, San Fernando del Valle de Catamarca, lleva su nombre.

## Obras
- Miseria de quinta edición: cuentos de ciudad - (1928, cuentos)[3]
- La inquietud del piso al infinito - (cuentos, 1931)[4]
- 20 hombres muertos - (poemas, 1932)[5]
- La Argentina en tinieblas - (ensayo, 1938)[6]
- Edgar Poe - (ensayo, 1950)[2]
- Charles Baudelaire, el gran desconocido - (ensayo, 1950)[2]
- Verde memoria, tres décadas de literatura y periodismo en una autobiografía - (1962, autobiografía)[7]
- El quinto día - (1966, cuentos)[8]

El escritor Roberto Arlt, en una entrevista, hablaba sobre sus preferencia literarias: "De las nuevas tendencias que están agrupadas bajo el nombre de Florida –dice Arlt–, me interesan estos escritores: Amado Villar, que creo encierra un poeta exquisito, Bernárdez, Mallea, Mastronardi, Olivari y Alberto Pinetta. Esta gente, por todo lo que hasta ahora ha hecho, con excepción de Mallea y Villar, no se sabe a dónde va ni lo que quiere".